# Ludwig Förster
Ludwig Christian Friedrich von Förster (Bayreuth, 8 de octubre de 1797 – Bad  Gleichenberg, 16 de junio de 1863) fue un arquitecto austriaco de origen alemán, conocido por sus diseños de sinagogas y otros edificios religiosos, así como por su influencia en la arquitectura religiosa europea y el desarrollo urbano de Viena.

## Biografía
Nació en Bayreuth, ciudad que pertenecía al Reino de Prusia y después pasó a formar parte de Alemania, el 8 de octubre de 1797.

### Formación
Förster completó su formación secundaria en el Gymnasium de Ansbach. En 1816, comenzó su formación artística en la Academia de Bellas Artes de Múnich y en 1819 ingresó en la Academia de Bellas Artes de Viena, donde estudió bajo la dirección del arquitecto Pietro Nobile. Este lo empleó como colaborador (corrector, en alemán) en la Escuela de Arquitectura durante seis años, donde asumió la tarea de revisar y corregir los proyectos arquitectónicos de los estudiantes.

### Trayectoria
En 1828, Förster fundó un taller de litografía y, más tarde, una fundición de zinc e introdujo la zincografía, una técnica todavía poco conocida en Austria. En 1836, creó la Allgemeine Bauzeitung, revista de arquitectura que, con el apoyo de Hofbauamt (Oficina de Construcción de la Corte), alcanzó difusión por países como Alemania, Italia, Francia y Suiza contribuyendo al debate arquitectónico y a dar a conocer las corrientes historicistas y románticas.
A partir de 1839, comenzó a trabajar como arquitecto independiente, y su estudio incorporó a figuras tan destacadas como Otto Wagner. En 1843, su maestro, Peter von Nobile, lo invitó a incorporarse como profesor a la Academia de Bellas Artes de Viena, donde fue docente hasta 1845.
Como empresario, Förster estableció una fundición de zinc en Berlín y una mina del mismo metal en Bohemia. También participó en la construcción de ferrocarriles y en otras grandes obras de infraestructura. Entre 1846 y 1852, colaboró con su yerno, Theophil von Hansen, en diversos proyectos arquitectónicos.
Ludwig Förster diseñó el Arsenal de Viena, edificio de estilo historicista que combina  funciones civiles y militares, inaugurado en 1856. En 1858, participó en el concurso de planificación de la Ringstraße (circunvalación), una ambiciosa obra de renovación urbana, y tras ganar el concurso ex aequo con otros dos arquitectos, diseñó varios edificios de la avenida, incluidos los palacios Todesco y Hoyos. Entre 1861 y 1863 fue miembro del consejo de la ciudad de Viena (Gemeinderat), desde donde influyó en proyectos arquitectónicos clave, como la modernización urbana y el desarrollo de la circunvalación que había planificado.

## Final
Falleció en Bad  Gleichenberg, una localidad del estado austriaco de Estiria, el 16 de junio de 1863, a los 66 años de edad, a causa de una enfermedad pulmonar y sus restors están en el cementerio evangélido Matzleinsdorf de Viena.

## Familia
Ludwig Förster fue hijo de Johann Christoph Förster (1761-1809), jefe de los guardas forestales en los principados de Ansbach y Bayreuth, y de Margarethe Friederike Böhner (1774-1847), natural de Weidenberg. Se casó en 1830 con Edle Marie Schmidt (1805-1878), nacida en la ciudad austriaca de Eisenstadt, con quien tuvo cinco hijosː Sophie (1830), Heinrich (1832-1889), Emil (1834-1909), Friedrich (1835-1866) y Moritz (1841-1882). Heinrich, Emil y Friedrich  fueron también arquitectos, mientras que Moritz se centró en la edición y publicación. Sophie contrajo matrimonio con Theophil von Hansen, arquitecto y colaborador en varios proyectos de Förster.

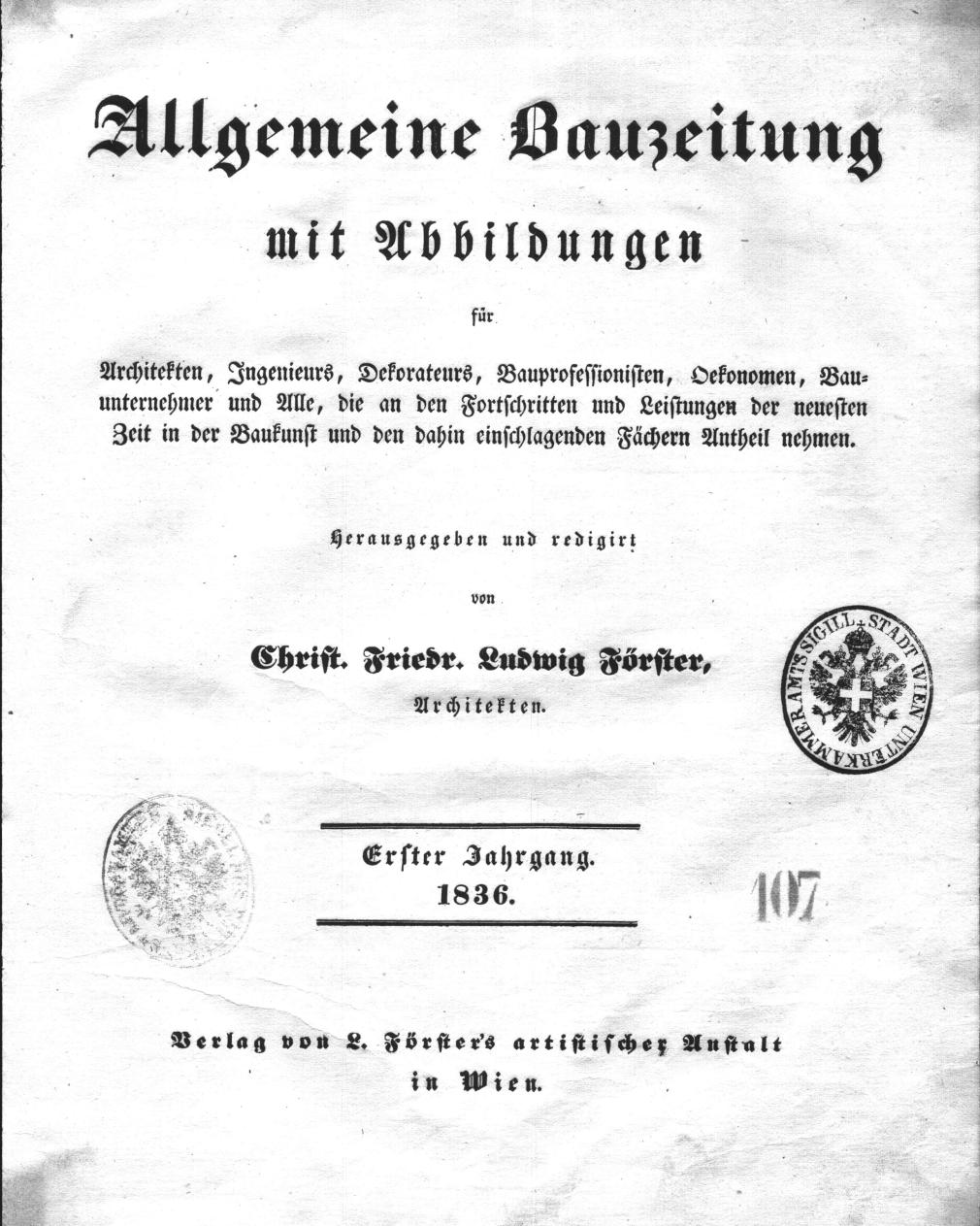
Portada de la primera edición de la "Allgemeine Bauzeitung" (1836), revista fundada y dirigida por el arquitecto Ludwig Förster.
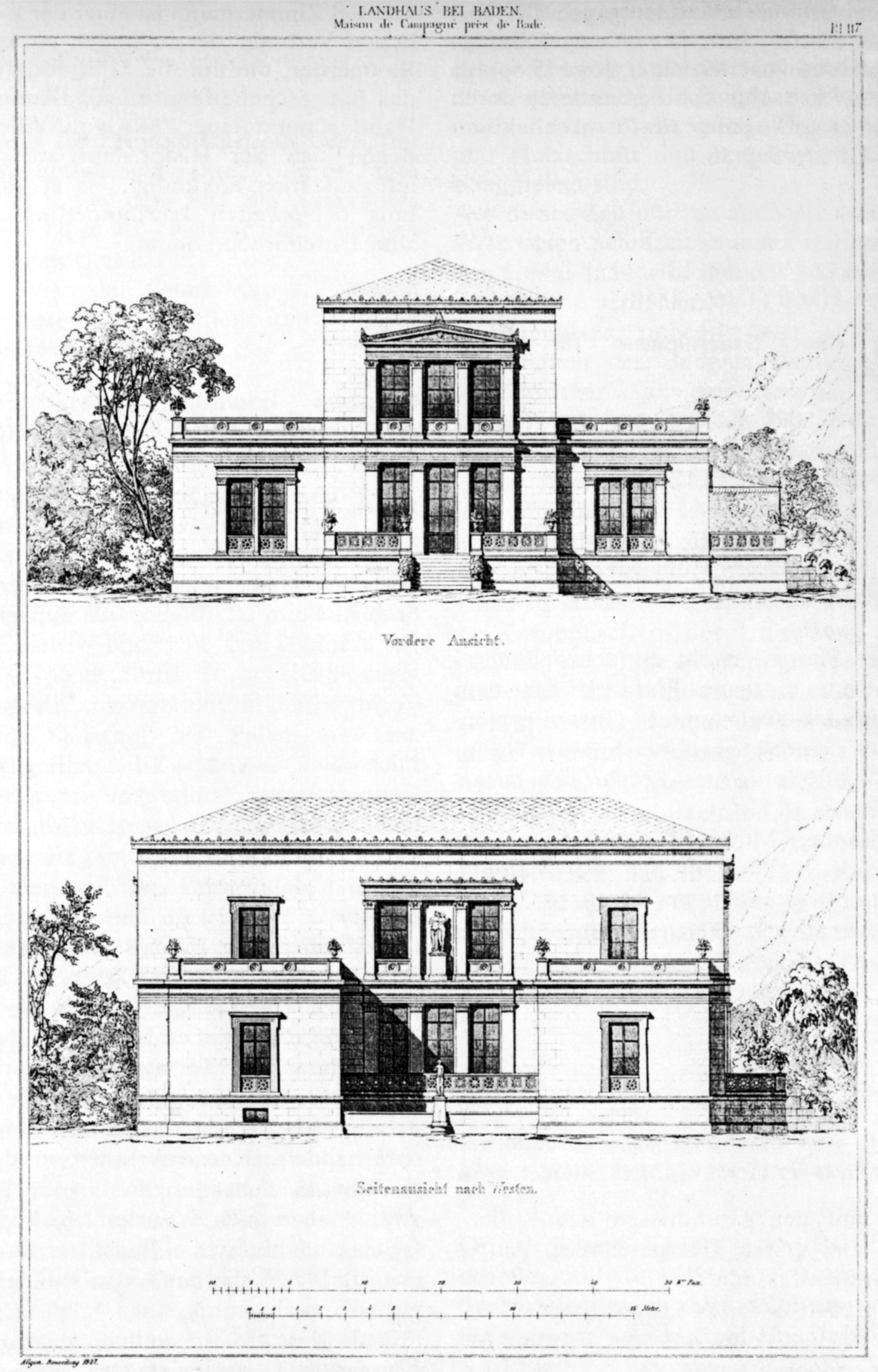
Plano con alzados frontal y lateral de la Villa Barbara Gräfin von Abensberg und Traun, diseñada por Ludwig Förster en Baden bei Wien, en 1847.
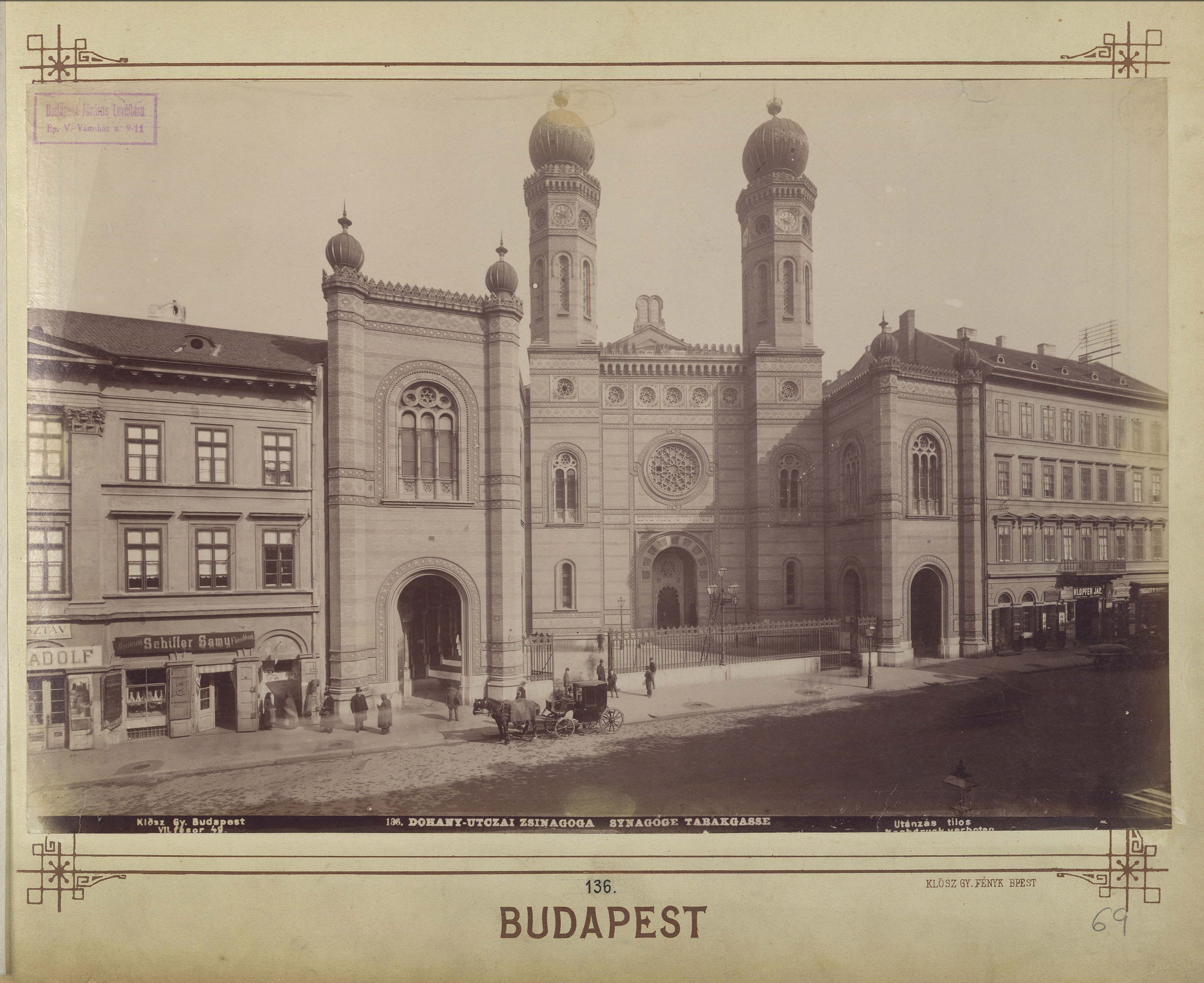
Gran Sinagoga de Budapest, uno de los templos judíos más grandes de Europa.
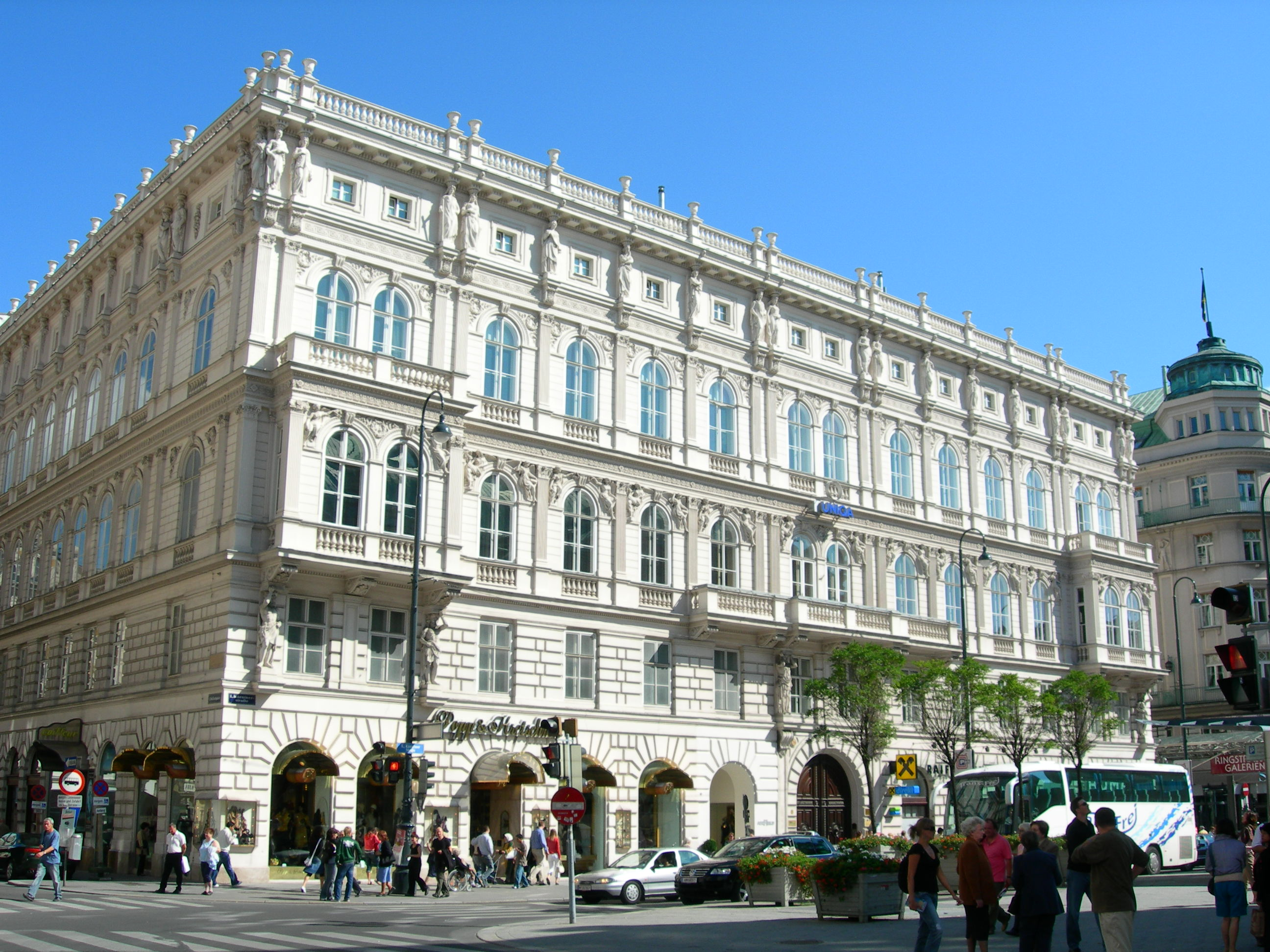
Palacio Todesco, Viena. Diseñado por Ludwig Förster en colaboración con Theophil von Hansen en 1863, para el barón Eduard von Todesco.
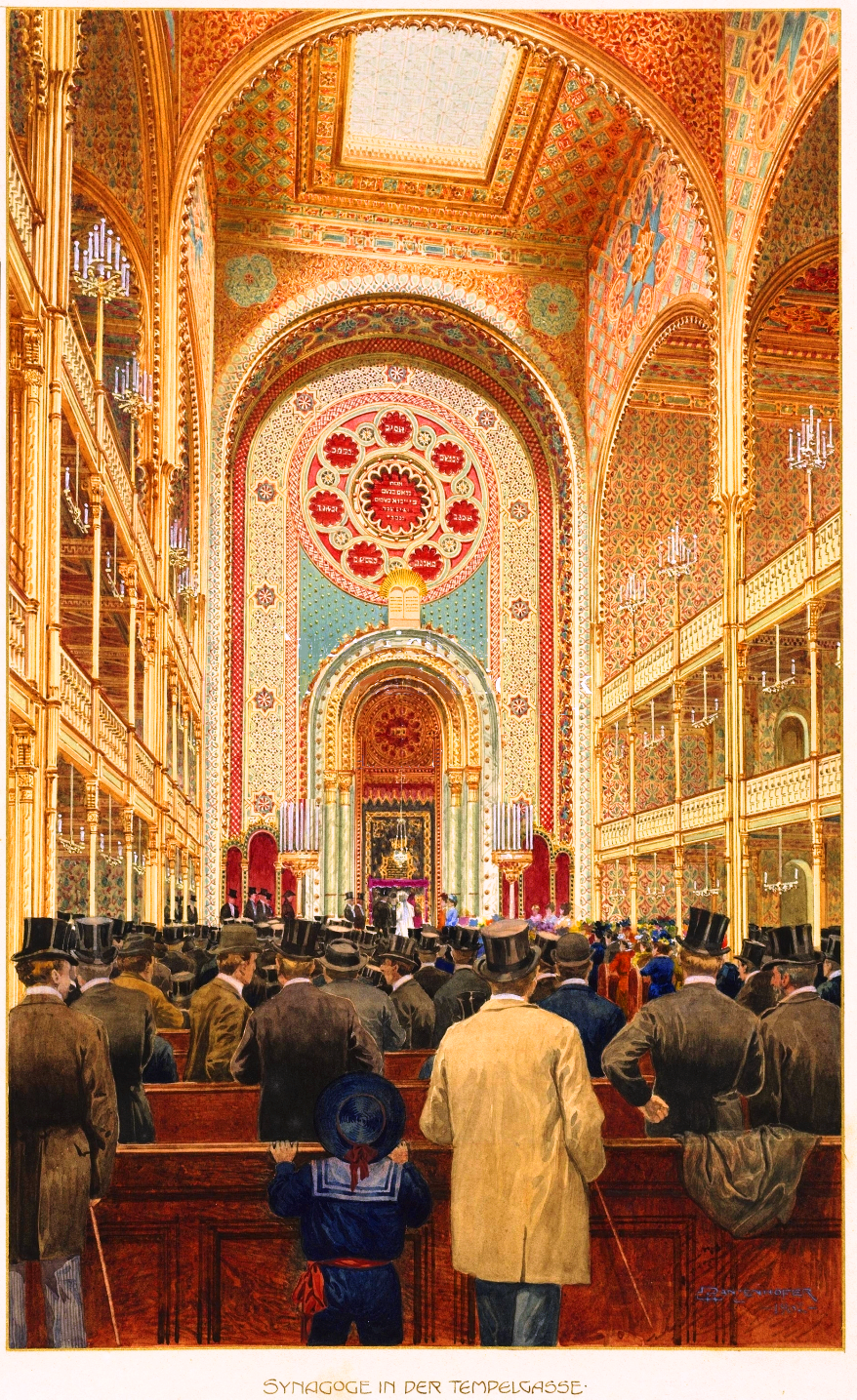
Vista interior de la Sinagoga Leopoldstädter de Viena, óleo de Emil Ranzenhofer, 1900.

## Obra
El interés por el diseño de Förster lo llevó a buscar nuevas formas de ornamentación arquitectónica y a experimentar con diversas técnicas, resultando una contribución significativa a la arquitectura de su tiempo. Su obra se inspira en los estilos islámicos históricos del norte de África y de al-Ándalus, especialmente en los detalles decorativos de la Alhambra. En su faceta de arquitecto, llevó a cabo una amplia gama de proyectos, desde viviendas particulares hasta edificios públicos. A pesar de no ser judío, diseñó varias sinagogas y edificios religiosos, siendo su obra más famosa la Gran Sinagoga de Budapest, la más grande de Europa, construida en un estilo  bizantino-neoárabe. Su contribución a la arquitectura religiosa incluye también el Leopoldstädter Tempel en Viena y la sinagoga de Miskolc.
Lista de obras
- Teatro Reduta en Brno (1831);
- Piscina del primer Dianabad (con Karl Etzel) (1841–1843);
- Iglesia evangélica en Ratiboř (1842–1861);
- Castillo de Großpriesen (Velké Březno) (1842–1854);
- Palacio Rothschild en Viena, Renngasse (1847);
- Villa Barbara, en Baden bei Wien, en Weilburgstraße 20 (1847);
- Hotel Nacional en Viena-Leopoldstadt (con Theophil Hansen) (1848);
- Iglesia Gustav Adolf en Viena-Gumpendorf (1849);
- Villa Pereira en Königstetten (1849);
- Arsenal (Viena) (1849–1856);
- Iglesia evangélica en Suchdol (1852–1858);
- Iglesia de María Auxiliadora en Viena (1854);
- Gran Sinagoga de Budapest (1854–1859);
- Casino Augarten en Brno (1855);
- Leopoldstädter Tempel en Viena (1858);
- Puente Elisabeth en Viena (1858);
- Palacio Hoyos en Viena (hoy Hotel Bristol) (1861);
- Sinagoga en Miskolc (1863);
- Palacio Todesco en Viena (1863).

## Distinciones
- Miembro honorario de la Academia Imperial en San Petersburgo (1845);
- Cruz de plata de la Orden del Salvador de Grecia (1850);
- Cruz del mérito dorada con corona (ca. 1850), (con motivo de la colocación de la piedra fundamental del Arsenal);
- Medalla de oro del Arte y la Ciencia (1851);
- Anillo de brillantes del rey Ottón I de Grecia (1851);
- Cruz de caballero de la Legión de Honor francesa (1855) (por su trabajo como presidente del jurado en la Exposición Universal de París);
- Orden de la Corona de Hierro de 3.ª clase (elevación al estatus nobiliario) (1863);
- Miembro de la Academia de Bellas Artes de Venecia;
- Miembro de la Real Academia de Ciencias en Bruselas;
- Miembro de la Sociedad de Arquitectos de Londres.

Gracias a la concesión de la Orden de la Corona de Hierro de tercera clase, pasó a formar parte de la nobleza austriaca el 14 de junio de 1863.
La calle Försterstraße, ubicada en el distrito Leopoldstadt de Viena, está dedicada a la memoria de Ludwig Förster.